# Velletri
Velletri (în latină Velitrae, în greacă Ουελὶτραι) este un oraș cu 51 000 de locuitori, situat în regiunea italiană Lazio, lângă Roma. Velletri face parte din Castelele Romane. 

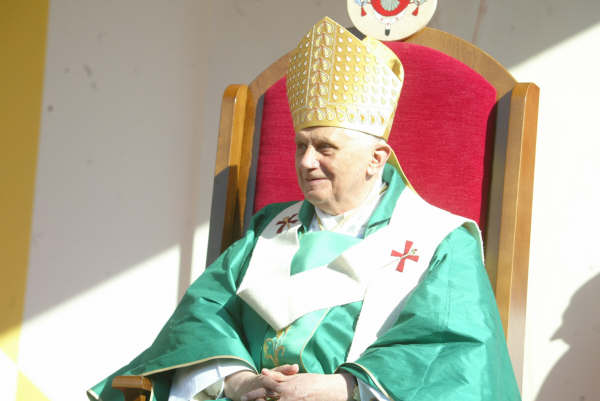
Benedict XVI în visită la Velletri

Velletri este faimos in Italia pentru vinul carateristic zonelor apropiate.
Pe 23 septembrie 2007 papa Benedict XVI a vizitat orașul și a celebrat o liturghie în catedrala San Clemente.
În luna octombrie, la Velletri, se celebrează „La festa dell'uva e del vino” (din italiană Ziua strugurelui și a vinului).

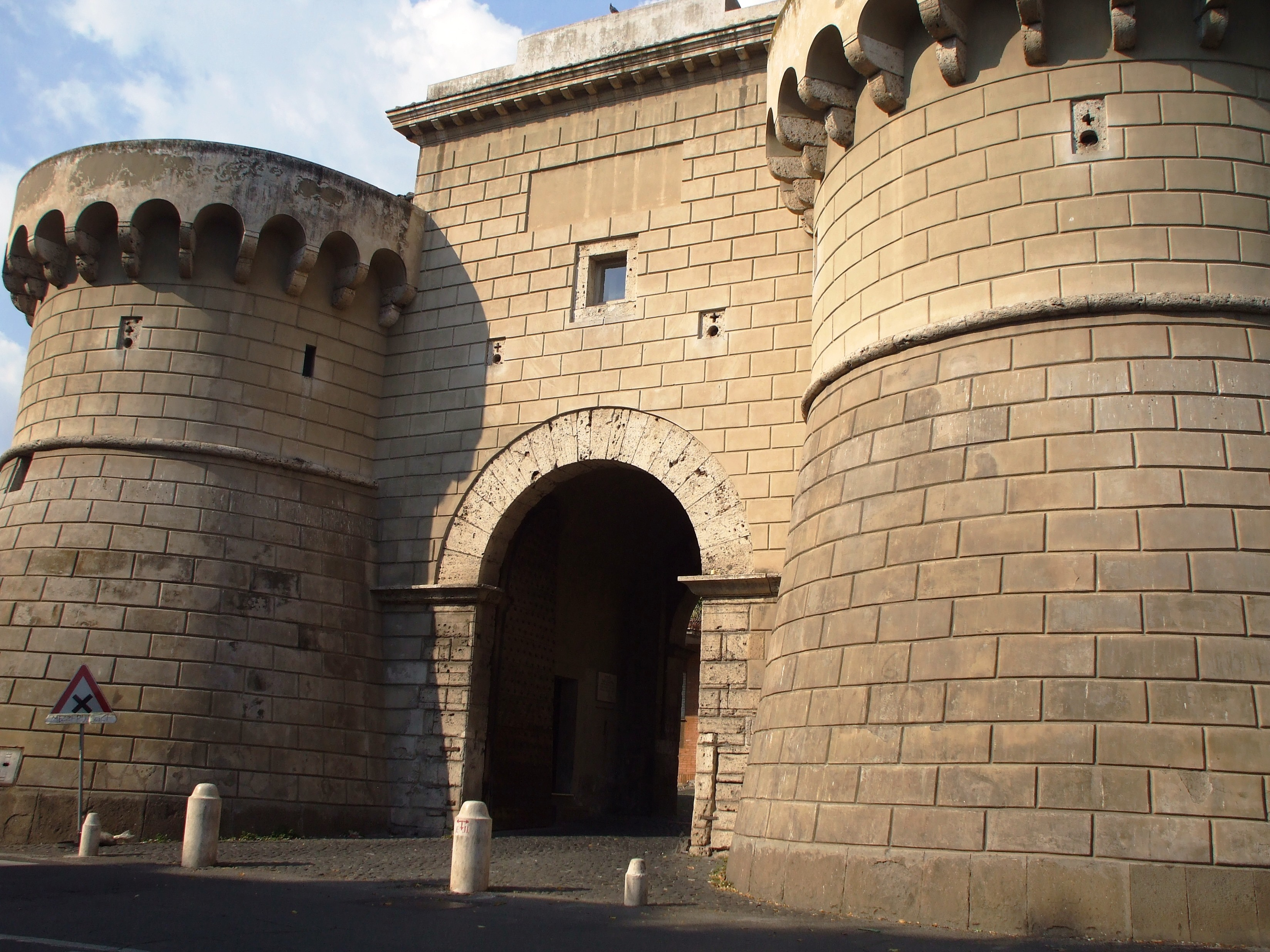
Porta Napoletana în direcţie sud.

## Demografie
Velletri - evoluția demografică

|  | Graficele sunt indisponibile din cauza unor probleme tehnice. Mai multe informații se găsesc la Phabricator și la wiki-ul MediaWiki. |

Date: Recensăminte sau birourile de statistică - grafică realizată de Wikipedia

## Localități limitrofe
- Aprilia
- Artena
- Cisterna di Latina
- Genzano di Roma
- Lanuvio
- Lariano
- Nemi
- Rocca di Papa

## Orașe înfrățite
- Esch-sur-Alzette, Luxemburg
- Puteaux, Franța
- Moedling, Austria
- St. Gilles, Belgia
- Offenbach am Main, Germania
- Tower Hamlets, Marea Britanie
- Tilburg, Olanda
- Zemun, Serbia

1. ↑  Superficie di Comuni Province e Regioni italiane al 9 ottobre 2011 (în italiană), Istituto Nazionale di Statistica, accesat în 16 martie 2019
2. ↑   https://www.comune-italia.it/comune-velletri.html Lipsește sau este vid: |title= (ajutor)
3. ↑   https://www.tuttitalia.it/lazio/29-velletri/ Lipsește sau este vid: |title= (ajutor)